# Đường hầm Lincoln
Đường hầm Lincoln là một bộ ba đường hầm đường bộ dài khoảng 1,5 dặm dài (2,4 km) nằm dưới sông Hudson, kết nối Weehawken, New Jersey và Midtown Manhattan ở Thành phố New York. Là một hệ thống đường hầm trong Vùng đô thị New York, nó được thiết kế bởi kỹ sư xây dựng sinh ra ở Na Uy tên là Ole Singstad và được đặt tên theo Tổng thống Hoa Kỳ Abraham Lincoln. Đây là một trong hai hệ thống đường hầm ô tô được xây dựng dưới sông, hệ thống kia là đường hầm Holland. Đường hầm Lincoln có lưu lượng xe trung bình hàng ngày khoảng 108.000 lượt xe cơ giới.
Đường hầm giữa dài 8.216 feet (2.504 mét) mở cửa vào năm 1937, tiếp theo là đường hầm dài 7,482 feet (2.281 mét) phía bắc vào năm 1945. đường hầm dài 8006 feet (2,440 m) phía nam là đường hầm được khai trương cuối cùng vào năm 1957.
Đường hầm là một phần của New Jersey Route 495 trên nửa phía tây của sông, và unsigned New York State Route 495 trên nửa phía đông của sông.